# Полоничі
Полоничі — село в Україні, у Красненській селищній громаді Золочівського району Львівської області. Орган місцевого самоврядування — Красненська селищна громада. Населення становить 601 особа. Колишній орган місцевого самоврядування — Задвір'янська сільська рада, якій підпорядковувалися села Задвір'я, Богданівка та Полоничі. Від 2021 року ці села належать до Задвір'янського старостинського округу.

## Назва
Правильна вимова назви села із наголосом на третьому складі, помилковим є, що трапляється, вживання висловлювання із наголосом на другому складі. У різних документальних даних назва села фіксується таким чином: Polonycze, Polonyce, Poloncze, Polonyczi, Polonice, Полоницы.

## Географія
Село Полоничі розташоване у західній частині Золочівського району на відстані 45 км від обласного центру, за 53 км від районного центру, на пагорбах серед заболочених колись рівнин. Нині у цій місцевості прокладені канали, які відводять зайві води до річки Полтви. Площа — 357,6 га.
З південної та західної сторони на відстані декількох кілометрів від села оточує смуга лісів. Вздовж південних меж села тече річка Полтва.
Село Полоничі знаходиться у лісостеповій зоні. Клімат помірний, пануючі вітри — північно-західні.

## Населення
Станом на 1 січня 1939 року у селі мешкало 1380 осіб, з них: 690 українців, 150 поляків, 500 латинників та 40 юдеїв. За даними всеукраїнського перепису населення 2001 року у селі мешкала 601 особа.
Мова
Розподіл населення за рідною мовою за даними перепису 2001 року був наступним:
| українська | 599 | 99,66 |
| російська  | 1   | 0,17  |
| інші       | 1   | 0,17  |

## Історія

### Рання історія
Перша відома документальна згадка про Полоничі датується 3 травня 1445 року. Тоді шляхтич Миколай з Дідилова мав суперечку з кметем (вільним селянином) Курилом з королівського села Полоничі (лат. Svlyma nuncius a nobili Nicolao de Dzedzylow prorogavit primum terminum contra kurilo kmethonem Regalem de Polonycze actorem; ad unam septim. de consensu actoris), тобто з села королівської (державної) власності. 
У податковому реєстрі 1515 року село Полоничі (пол. Polonyce) згадується як спалене.
В актах люстрації королівщин за 1570 рік згадується, що Полоничі (пол. Poloncze) мали 20 селянських господарств, котрі сплачували чинш. У селі був тивун, руський священик (себто український, східного обряду), бортник, дві корчми та млин на річці Полтва.
Церква в селі діяла щонайменше з середини XVI століття. Першим відомим парохом з 1719 року був о. Іван Бабухович. 
У 1893 році на село насунулася важка епідемія тифу, яка забрала багато людських життів. У травні 1895 року село було знищено пожежею. Опісля цього селяни спорудили нову церкву, а Яким Білий віддав свій власний будинок під церковнопарафіяльну школу. Першим вчителем став дяк Пилип Крет.
У 1934—1940 роках парохом місцевої церкви був о. Роман-Мар'ян Берест.

### Період збройної боротьби ОУН та УПА
Під час збройної боротьби ОУН та УПА в Полоничах діяли: станиці ОУН (чоловіча та жіноча), Самооборонний кущовий відділ, боївка Служби Безпеки Глинянського районного проводу ОУН під командуванням Володимира Макаровського-«Чайки», а також частково боївка Служби Безпеки Крайового Проводу та відділи УПА. Серед загиблих в Полоничах учасників Збройного Підпілля були, зокрема, станичний Михайло Бурак, пропагандист, учитель Кирило Сенчишин (1944), стрільці СКВ: Захар Михайлюк, Михайло Іващук (1945), командант районної боївки СБ В. Макаровський-«Чайка» (1946). 12 березня 1946 року через зраду Тадея Бурака-«Явора» під час бою з підрозділом Глинянського районного відділу МВС СРСР загинули п'ятеро учасників районної боївки — заступник команданта П. Бігас-«Довбуш», а також Михайло Кришталь-«Сорока», Михайло Колтун-«Бадьорий», Степан Савчин-«Лозина» та Ярослав Савчин-«Вовк». Протягом 1946-1949 років за донесеннями зрадника репресивними органами комуністичного тоталітарного режиму було арештовано та засуджено близько десяти мешканців села, котрі активно співпрацювали із Збройним Підпіллям. На спец поселення до Сибіру виселено чотирнадцять сімей учасників та тих хто допомагав ОУН. На цвинтарі Полоничів збереглися поховання загиблих оунівців, а в центрі села встановлений пам'ятник Борцям за волю України.

### Незалежна Україна
18 листопада 2018 року Преосвященний Михайло (Колтун), правлячий архієрей Сокальсько-Жовківської єпархії, здійснив чин освячення новозбудованого храму святого Архистратига Михайла.
12 червня 2020 року, відповідно з розпорядженням Кабінету Міністрів України № 718-р «Про визначення адміністративних центрів та затвердження територій територіальних громад Львівської області», село увійшло до складу Красненської селищної громади.
17 липня 2020 року, в результаті адміністративно-територіальної реформи та ліквідації Буського району, село увійшло до складу Золочівського району.

## Пам'ятки, визначні місця

### Церква Святого Архістратига Михайла
У центрі села, неподалік новозбудованого мурованого храму розташована дерев'яна церква Святого Архістратига Михайла. Згідно з церковними записами та розповідями старожилів села Полоничі, перша дерев'яна церква була зведена у 1726 році з розібраної давньої церкви, яку було куплено в селі Старий Яричів, перевезено та зібрано на новому місці. У травні 1895 році через пожежу і сильний вітер згоріло 48 селянських господарств, пробство та церква з дзвіницею. Тоді парох місцевої церкви отець Єзерський, звернувся з проханням до отця і громади сіл Новосілки та Лісок, котрі мали спільну дерев'яну церкву, яка на цей час була капличкою, аби передали її до Полоничів. Новосілківська громада погодилася передати церкву безкоштовно, а громада села Лісок попросила 400 золотих. У червні 1895 року з допомогою громади сіл Задвір'я та Підлісок церкву перенесли до Полоничів. Нині церква перебуває у користуванні громади УГКЦ.

## Інфраструктура

### Освіта
У селі працює заклад загальної середньої освіти — Полоницька філія I—II ступенів Задвір'янського опорного закладу загальної середньої освіти I-III ступенів Красненської селищної ради Золочівського району Львівської області.

### Транспорт
Через село Полоничі пролягає залізниця Здолбунів — Львів та Тернопіль — Львів, на якій розташований пасажирський зупинний пункт Полоничі, де зупиняються приміські електропоїзди.

### Культура
У селі працює Народний дім, де проводять усілякі урочисті заходи, працює бібліотека. Також упродовж декількох років у теплу пору року на головному сільському майдані перед церквою Святого Архістратига Михайла молодь за підтримки сільської громади та декана Буського деканату УГКЦ о. Володимира Залуцького організовує полоницьке співоче поле.

## Відомі люди
Народилися
- Дац Антон Антонович (1986—12 березня 2024) — український військовик, солдат Збройних сил України, учасник російсько-української війни[21].
- Колтун Володимир Михайлович — український військовик, молодший сержант Збройних сил України, учасник російсько-української війни[22].
- о. Михайло (Колтун) — єпископ Сокальсько-Жовківський Української греко-католицької церкви.
- Колтун Євстахій Михайлович — український науковець, доктор сільськогосподарських наук; доцент (2005—2012), професор (2012—2016) кафедри внутрішніх хвороб тварин та клінічної діагностики Львівського національного університету ветеринарної медицини та біотехнологій імені С. З. Ґжицького[23].
- Колтун Тарас Петрович (1979—2023) — український військовик, учасник російсько-української війни[24].
- Кравчук Сергій Андрійович (1995—2023) — український військовик, учасник російсько-української війни[25].
- Ярема Олександр Богданович — львівський архітектор, Заслужений архітектор України, Народний архітектор України.